# 영동군의 지질

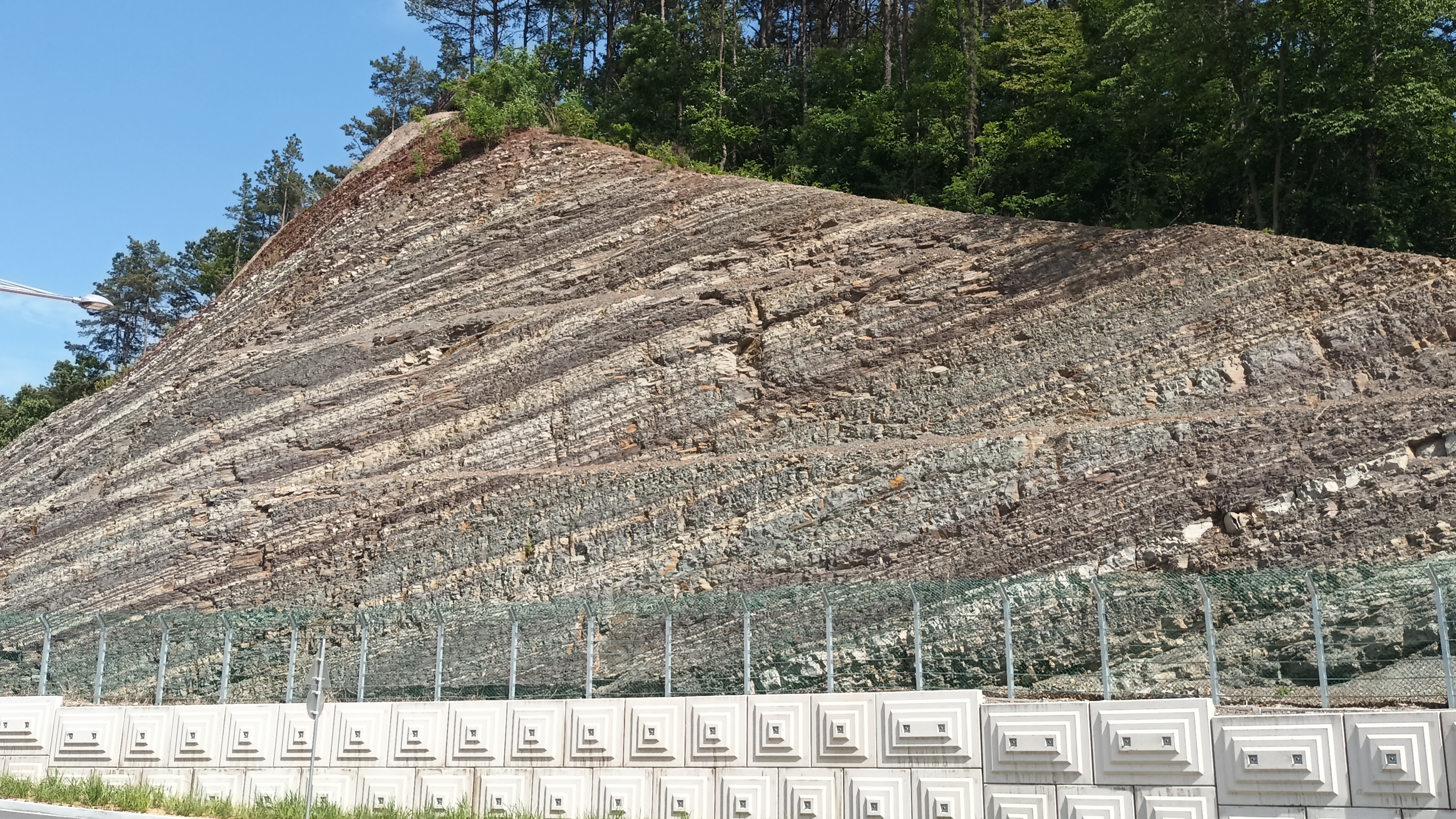
중생대 백악기 영동 분지의 퇴적암 지층인 영동층군, 영동군 영동읍 매천리 매천회전교차로 남부

본 문서에서는 대한민국 충청북도 영동군의 지질에 대해 설명한다. 

## 개요
충청북도 영동군은 지체구조 상 옥천 습곡대와 선캄브리아기 영남 지괴/영남 육괴의 경계에 위치하며 그 경계부에 중생대 백악기의 퇴적 분지인 영동 분지가 존재한다. 영동군 북서부는 옥천 습곡대에 속해 옥천 누층군의 변성퇴적암 지층인 창리층과 중생대의 화성암이, 영동군 중부에는 백악기 퇴적 분지인 영동 분지의 퇴적암 지층인 영동층군이, 영동군 남동부는 영남 지괴에 속해 선캄브리아기의 편마암류가 분포한다. 1:5만 지질도폭 상으로 
- 옥천 지질도폭(1978)의 동부 (심천면)[2]
- 영동 지질도폭(1985)의 중남부 (용산면, 영동읍, 황간면, 매곡면 북부, 추풍령면)[3]
- 무주 지질도폭(1980)의 북동부 (양산면, 학산면, 양강면 서부)[4]
- 설천 지질도폭(1968)의 중북부 (양강면 동부, 용화면, 민주지산, 상촌면, 황악산, 매곡면 남부)[5]

에 해당한다.

## 선캄브리아기기반암
영남 육괴에 속하는 선캄브리아기 기반암은 영동군 남동부, 영동 단층 남동쪽에 해당하는 지역인 황간면 동부, 추풍령면 서부, 매곡면 북서부, 영동읍 남동부, 상촌면 전 지역, 양강면 남동부, 학산면 남동부, 용화면 전 지역에 분포한다.

### 흑운모 편마암
흑운모 편마암은 상촌면과 용화면 일대에 넓게 분포하는 편마암이다. 영동 지질도폭(1985)에 의하면 일반적으로 조립질로서 사암질 및 니질 기원의 암석으로 추정된다. 엽리가 잘 발달하며 그 주향은 북동 30~68°, 경사는 북서 20~80°이다. 드물게 경사가 수직 내지 남동 방향이다. 흑운모 편마암은 현미경 하에서 미립운모류와 석영의 배열로 엽리 구조가 잘 발달한다. 주요 구성광물은 석영, 정장석, 사장석, 흑운모 및 백운모 등이다. 부성분은 미량의 탄산염류 및 견운모 등이다. 흑운모 편마암 중에는 부분적으로 석영, 장석류가 보다 조립이며 엽리의 발달이 미약하고 흑운모의 함량이 높은 것도 있다. 무주 지질도폭(1980)에 의하면 영동군 용화면 용강리 부근과 여의리 일대에서는 가끔 소량의 사질암, 규암, 흑연 등이 렌즈상으로 협재되어 있다. 영동군 학산면 학산리 부근 석회암 내에 교상 편마암 또는 편암류가 부분적으로 협재되어 있다.

### 화강편마암
화강편마암은 영동 단층의 바로 남동쪽 지역 그리고 매곡면 노천리, 옥전리, 상촌면 물한리, 용화면 조동리~상촌면 고자리 등 흑운모 편마암이 분포하는 지역 곳곳에 흑운모 편마암의 엽리와 동일한 방향으로 렌즈상으로 소규모 분포한다. 영동 지질도폭(1985)에 의하면 미립 내지 중립으로 우백질이 우세하여 반화강암 내지 우백질 화강암과 같은 모양이다. 편리는 미약하며 주변의 흑운모 편마암의 엽리 방향과 비슷하여 북동 60° 주향에 북서 60~70°로 경사한다. 현미경 하에서 주 구성 광물은 석영, 정장석, 미사장석 등 우백질이며 미량의 백운모가 있다. 설천 지질도폭(1968)에 의하면 지형적으로 저지대와 화강편마암의 분포가 관련 있으며 주요 구성 광물은 석영, 사장석, 정장석, 백운모, 흑운모로 구성되어 있으며 부 구성 광물은 천염석 및 자철석이다. 무주 지질도폭(1980)에 의하면영동군 양강면 만계리 내만 부근에서는 가끔 소량의 호상 흑운모 편마암의 포획체를 가지고 있는 것이 발견된다. 학산면 학산리 노루목과 학산리 마살 부근에서는 각섬석을 다량 포함하기도 한다.

### 운모편암
운모편암은 영동 단층 가까이에서 대략 북동-남서 방향으로 분포하는 편암류이다. 영동 지질도폭(1985)에 의하면 흑운모 편마암 중에 대상(帶狀)으로 협재하며 폭은 200~700 m, 연장은 7~8 km 정도이다. 흑운모 편마암과의 경계는 명확한 부분도 있고 점이적인 부분도 있다. 암상은 석영, 장석의 우백질과 흑운모의 미세한 대상(帶狀) 배열로 편리 구조가 잘 드러나며 그 경사는 흑운모 편마암과 비슷하다. 곳에 따라 우백질이 우세하여 석영편마암을 보이기도 한다. 현미경하에서는 대개 석영과 흑운모로 구성되었으며 이에 사장석, 정장석 등이 약간 함유한다. 설천 지질도폭(1968)에 의하면 녹니석편암, 녹니석견운모편암, 석영견운모편암 등이 포함되며 일부 천매암질인것도 있다. 세립 내지 중립질의 석영과 백운모 내지 견운모들이 편리 방향으로 신장되어 발달한다.

### 규암
규암은 백색 내지 담홍색을 띠고 층리가 발달하는 암석으로서 영동군 양강면 산막리와 상촌면 궁촌리 지역에 소규모 노출되어 있으며 주향과 경사는 흑운모 편마암의 엽리와 대체로 평행하다. 규암은 사암 기원의 변성암이다.

### 각섬암
각섬암은 영동군 용화면 용화리 일대에 하나의 커다란 암맥으로서 분포하며 암녹색을 띠는 각섬석으로 구성된다. 부분적으로 편리 같은 것이 보이나 이는 퇴적 기원이 아니라 유리(流理)로 추정된다.

## 옥천 누층군
옥천 누층군은 옥천 습곡대에 분포하는 변성퇴적암 지층으로 영동군 내에는 창리층과 황강리층 일부가 존재한다.

### 창리층
옥천 지질도폭(1978)에 의하면 창리층은 옥천 누층군 최하위 지층으로 금강석회암에 의하여 덮이며 흑색천매암 및 흑색점판암으로 구성된다. 옥천군 안남면 지수리에서 옥천군 동이면, 금강휴게소를 지나 영동군 심천면 일대에 넓게 분포하는 창리층은 대략 남-북 방향으로 분포하나 영동유원지 부근에서 동남동 방향으로 습곡되며 흑색 천매암, 흑색 점판암, 녹색암으로 구성되고 소규모의 석회암이 협재된다.

## 영동 분지영동층군
영동 분지(永同 盆地, Yeongdong Basin)는 충청남도 영동군 일대, 옥천 습곡대와 영남 지괴의 경계에 위치한 북동-남서 방향의 퇴적 분지로, 영동읍부터 모동면, 상주시 화서면 일대에 분포하는 중생대 백악기의 육성(陸成) 퇴적층 영동층군(永同層群, Yeongdong Group)으로 구성되어 있다. 영동 단층을 따라 이 분지가 형성되었다.

### 개요

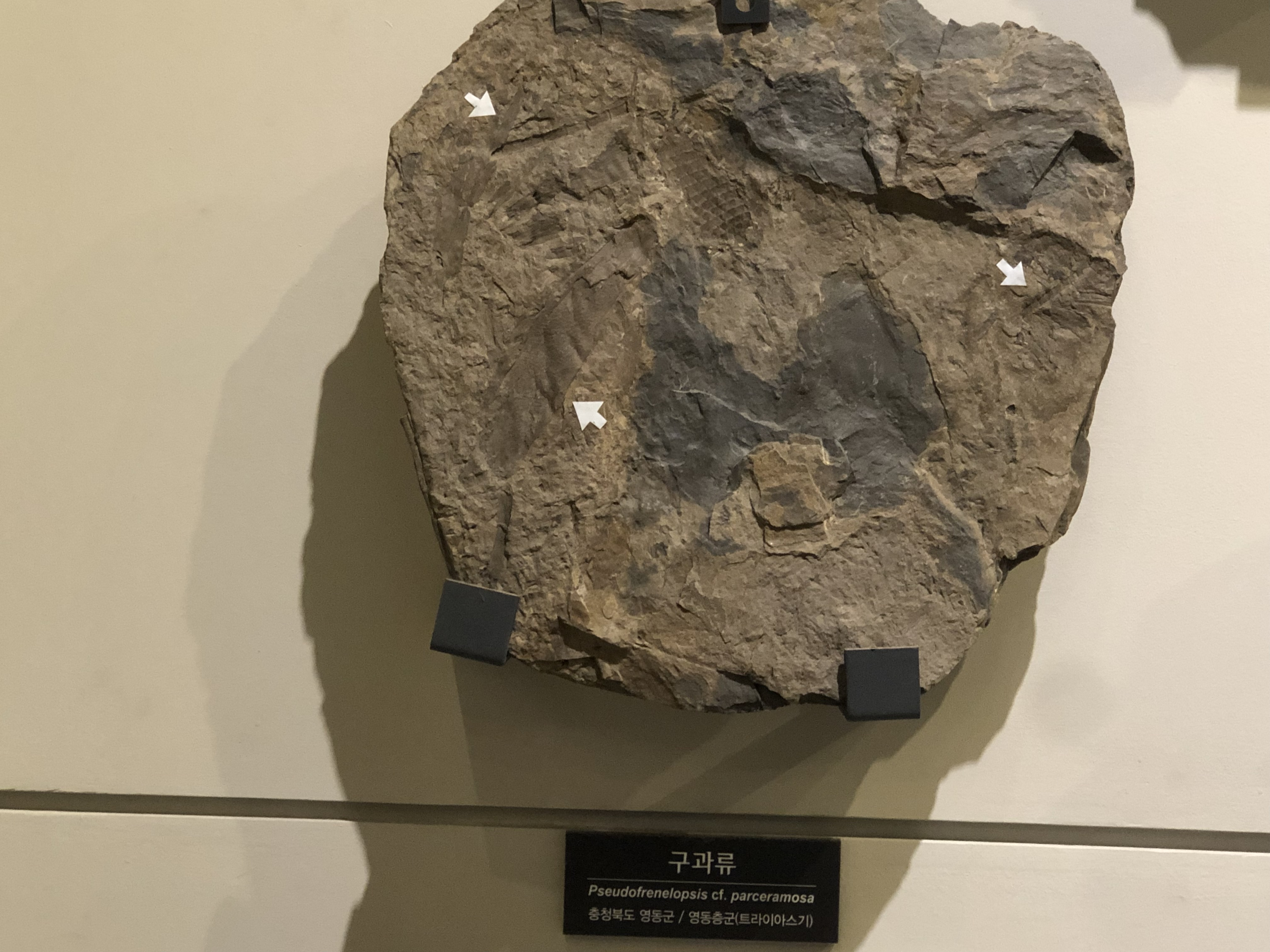
영동층군의 구과류 화석 Pseudofrenelopsis cf. parceramosa, 국립중앙과학관 전시

영동 분지는 백악기의 육성 기원 분지로, 남동쪽은 영동 단층으로 영남 육괴와 접하고, 북서쪽은 외견상 부정합으로 옥천 습곡대와 접하고 있다. 이 분지는 옥천 습곡대와 영남 지괴 사이에 발달한 주향 이동 단층에 의해 형성되었으며 남동쪽은 주향 이동 단층으로 경계를 이루나 옥천 누층군 등과 접하는 북서쪽은 단층인지 부정합인지는 명확하지 않다. 길이 45 km, 폭 12 km로서 면적은 540 km2이다. 황재하와 최범영(2013)은 영동 분지의 퇴적층에 발달하는 소단층 군집들을 이용해 고응력장을 해석하였고, 모두 4번의 인장응력기와 3개의 압축응력기가 확인되었다. 이러한 지구조운동사는 진안 분지 그리고 경상 분지에서 복원되는 구조운동사와도 잘 일치되는 결과를 나타낸다.
영동 분지는 퇴적암 지층 영동층군과 화산암류, 이를 관입한 석영반암 및 장석반암으로 구성된다. 영동 분지의 퇴적암류인 영동층군은 일제 강점기 시절 하부로부터 시금리층, 회동리층(정선군의 회동리층이 아님), 선유동층으로 구분되었고 설천 지질도폭(1968), 상주 지질도폭(1969) 및 옥천 지질도폭(1978)에서도 이 명칭을 그대로 사용했으나 이후의 연구에 의하면 '시금리층'의 표식지인 영동군 용산면 시금리에는 중생대 이전의 지층(아마도, 옥천 누층군이나 평안 누층군일 것이다)이 있음이 발견되어 무주 지질도폭(1980)에서는 시금리층이라는 명칭이 부적절하다고 하여 시금리층에 해당하는 층준을 '가동리층'이라고 명명하고 층서상 시금리층보다 밑에 있는 역암 지층을 발견하여 이를 만계리 역암층이라 명명하였다. 청산 지질도폭(1986)에서는 영동층군을 하부로부터 동정리층, 선유동층, 명륜동층으로 구분하였으며 영동 지질도폭(1986)에서는 영동층군을 하부로부터 만계리층, 산이리층, 동정리층, 백마산층, 원촌리층, 명륜동층으로 구분하였다. 영동층군은 대체로 북동 주향에 남동 방향으로 경사한다. 영동층군은 두 번의 퇴적단계를 거쳐서 이루어졌는데, 첫번째 단계에서는 분지 연변부에 선상지 퇴적물이, 중앙부에 호성 퇴적물이 퇴적되었으며 두번째 단계에서는 퇴적중심이 북동쪽으로 이동하여 주로 선상지 퇴적물이 퇴적되었고 마지막에 하천 퇴적물이 퇴적되었으며 호성 퇴적물은 없었다. 영동층군은 백악기 말~제3기 초 영동 분지를 관입한 화성암에 의해 열수 이동이 활성화되고 이로 인한 변질 작용을 통해 새로운 자성광물이 생성되어 재자화된 것으로 추정된다.

### 만계리층
만계리층(晚溪里層) 또는 만계리 역암은 영동군 양강면 만계리에서 유래되었으며 영동층군의 최하부 기저층이다. 무주 지질도폭(1980)에 의하면 영동군 양강면 만계리에서 학산면 아암리까지 분포하며 양강면 괴목리와 쌍암리에도 소규모 분포한다. 영동층군의 기저층으로 주로 자색(赭色) 역암으로 구성되고 상부로 가면서 역질사암으로 점이한다. 가동리층에 의해 정합으로 덮히고 석영반암에 의해 관입당했다. 영동 지질도폭(1986)에 의하면 주로 사암과 역암으로 구성되며 역의 종류는 화강암질편마암과 규암 등이고 바탕은 자색사암 혹은 셰일이다.

### 가동리층
가동리층(佳洞里層)은 무주 지질도폭(1980)에서 정의된 지층으로 과거의 '시금리층'이 부적절하다고 하여 시금리층에 해당하는 지층을 가동리층이라 명명하였다. 영동군 양강면 묘동리와 가동리 일대에 분포하며 양산면 죽산리 지역에 석영반암에 의해 고립되어 분포한다. 주로 암회색 내지 흑색 셰일로 구성되고 일부 탄질과 사질 부분을 포함한다.

### 시금리층
시금리층(詩今里層)은 과거 시마무라 신베이(島村新兵衛, 1927)에 의해 영동군 용산면 시금리를 표식지로 하여 설정된 지층이다. 설천 지질도폭(1968)에 의하면 운모질편암류와 영동 단층으로 접하고 있어 그 하한은 불분명하며 영동군 양강면 괴동리, 양정리, 매천리에 분포한다. 역암, 사암, 흑색 셰일, 이회암 및 점판암 등이 교호하며 이회암과 셰일에서는 연흔과 건열이 흔히 관찰되고 셰일 중에서는 Frenelopsis sp., Brachphyllum sp. 등의 식물화석이 산출된다. 지층의 일반적인 주향은 북동이나 남쪽으로 가면서 북서로 회전하는 경향을 보이며 경사는 북동 15~20°이다. 옥천 지질도폭(1978)에 의하면 영동군 심천면 동부 각계리, 약목리, 명천리와 서부 마곡리와 월이산(550.9 m) 지역에 분포하며 역암, 알코스질사암, 자색 및 흑색 셰일로 구성된다. 셰일에서는 사층리와 건열이 발견된다. 지층의 주향은 남-북 내지 북동 10~20°이다.

### 산이리층
산이리층(酸梨里層)은 영동군 용산면 산저리에서 영동읍 설계리와 산이리에 이르기까지 분포한다. 영동 지질도폭(1986)에 의하면 옥천 누층군 천매암과 평안 누층군을 부정합으로 덮으며 주로 회색~흑색 및 회녹색~자색 셰일, 회녹색~자색 사암으로 구성되고 부분적으로 자색 역암이 협재된다. 역암은 측방변화가 심하여 자색 사암 및 셰일이 협재된다. 지층의 주향은 남-북 또는 북동이며 동쪽으로 10° 또는 남동쪽으로 10~45° 경사한다. 산이리층의 흑색 셰일에서는 식물화석 Pseudofrenelopsis sp.과 절족(節足)동물화석 Ostracods, Estherites sp. 등이 산출되었다.
영동군 용산면 율리 지역에서는 현재 진행중인 국도 제19호선 도로 확장 공사로 인해 산이리층의 노두가 드러나 있다. 
국도 제19호선 도로변의 산이리층
- 영동군 용산면 율리, 국도 제19호선 도로공사 현장
북위 36° 13′ 19.6″ 동경 127° 48′ 09.4″ / 북위 36.222111°  동경 127.802611°
- 영동군 용산면 율리, 국도 제19호선 도로공사 현장
북위 36° 13′ 19.5″ 동경 127° 48′ 12.2″ / 북위 36.222083°  동경 127.803389°
- 영동군 용산면 율리, 국도 제19호선 도로공사 현장
북위 36° 13′ 20.7″ 동경 127° 48′ 12.0″ / 북위 36.222417°  동경 127.803333°
- 영동군 영동읍 설계리, 감고을요양병원(영동읍 대학로 106) 입구 도로변
북위 36° 11′ 10.0″ 동경 127° 46′ 54.0″ / 북위 36.186111°  동경 127.781667°

영동군 영동읍 계산리 국도 제19호선 영산교차로에는 국도 본선과 진출입로의 절개사면을 따라 산이리층의 노두가 120 m에 걸쳐 대규모로 드러나 있다. 이곳의 산이리층은 동북동쪽으로 경사한다.  
이수정 정자 아래의 산이리층 (먼저 나오는 사진이 하위 지층)
- 국도 제19호선 본선 북서측 사면
- 진출입로 북서측 사면
- 진출입로 북서측 사면
- 진출입로 북서측 사면
- 진출입로 남동측 사면
- 진출입로 남동측 사면
- 진출입로 남동측 사면
- 진출입로 남동측 사면

영동군 영동읍 매천리, 영동읍 행정복지센터 북서쪽의 이수정 정자(지번: 영동읍 매천리 산 4-1) 아래에는 산이리층의 흑색 셰일 노두가 드러나 있다. 
이수정 정자 아래의 산이리층
- 영동군 영동읍 매천리, 이수정 정자 아래
북위 36° 10′ 17.8″ 동경 127° 46′ 32.5″ / 북위 36.171611°  동경 127.775694°
- 영동군 영동읍 매천리, 이수정 정자 아래
북위 36° 10′ 17.8″ 동경 127° 46′ 32.6″ / 북위 36.171611°  동경 127.775722°
- 영동군 영동읍 매천리, 이수정 정자 아래 조경석의 정단층 (노두가 아님)
북위 36° 10′ 17.9″ 동경 127° 46′ 33.2″ / 북위 36.171639°  동경 127.775889°
- 영동군 영동읍 매천리, 이수정 정자 아래
북위 36° 10′ 17.9″ 동경 127° 46′ 33.0″ / 북위 36.171639°  동경 127.775833°

영동읍 계산리 한아름건축(도로명주소: 영동군 영동읍 기골로 52) 전면에는 기골로 절개사면을 따라 산이리층의 흑색 셰일 노두가 200 m에 걸쳐 대규모로 드러나 있다.
국도 제19호선
- 영동군 영동읍 계산리 기골로 도로변
북위 36° 10′ 41.3″ 동경 127° 47′ 00.4″ / 북위 36.178139°  동경 127.783444°
- 영동군 영동읍 계산리 기골로 도로변
북위 36° 10′ 42.3″ 동경 127° 46′ 59.8″ / 북위 36.178417°  동경 127.783278°
- 영동군 영동읍 계산리 기골로 도로변
북위 36° 10′ 44.5″ 동경 127° 46′ 59.7″ / 북위 36.179028°  동경 127.783250°

### 동정리층
동정리층(桐井里層)은 영동군 영동읍 동정리에서 유래되었으며 영동층군 중 분포 범위가 가장 넓다. 영동군 황간면 금계리-상주시 모서면 화현리 지역에서 중생대 쥐라기의 반상 화강암과 복운모 화강암을 부정합으로 덮으며 장석반암에 의해 관입당했다. 영동 지질도폭(1986)에 의하면 동정리층은 주로 역암으로 구성되고 부분적으로 사암과 담자색, 회녹색 그리고 화석이 산출되는 흑색 셰일이 협재된다. 지층의 주향은 대체로 남-북 또는 북동 10~30°, 경사는 남동 30~60°이나 표식지인 동정리 부근에서는 주향 북서 10~20°, 경사 북동 25°로 동쪽으로 약간 굽어진다. 청산 지질도폭(1986)에 의하면 상주시 화서면 상곡리, 화동면 판곡리, 선교리, 이소리, 신촌리, 반곡리, 모서면 석산리, 가막리, 지산리 일대에 분포하며 화남면 평온리와 보은군 장안면 장재리에 소규모로 분포한다. 역암, 사암 및 셰일의 호층으로 구성되며 수직적으로는 하부에는 셰일이, 상부에는 역암이 우세하다.
국도 제19호선 및 심원회포로 도로변과, 유원대학교 정문 앞 및 유원대 내부에는 아래 사진과 같이 동정리층의 노두가 드러나 있다. 유원대학교 내에는 영동층군 동정리층의 노두와 동정리층을 뜯어서 만든 조경석이 있다. 
영동군의 동정리층
- 용산면 율리 국도 제19호선 도로변
북위 36° 13′ 04.9″ 동경 127° 48′ 07.4″ / 북위 36.218028°  동경 127.802056°
- 용산면 율리 국도 제19호선 도로변
북위 36° 13′ 03.9″ 동경 127° 48′ 07.0″ / 북위 36.217750°  동경 127.801944°
- 용산면 율리 국도 제19호선 도로변
북위 36° 13′ 03.9″ 동경 127° 48′ 07.1″ / 북위 36.217750°  동경 127.801972°
- 영동읍 설계리 국도 제19호선 도로변
북위 36° 11′ 54.3″ 동경 127° 47′ 49.2″ / 북위 36.198417°  동경 127.797000°
- 영동읍 설계리 국도 제19호선 도로변
북위 36° 11′ 53.9″ 동경 127° 47′ 49.6″ / 북위 36.198306°  동경 127.797111°
- 영동읍 설계리 국도 제19호선 도로변
북위 36° 11′ 53.4″ 동경 127° 47′ 49.6″ / 북위 36.198167°  동경 127.797111°
- 영동읍 설계리 국도 제19호선 도로변
북위 36° 11′ 53.3″ 동경 127° 47′ 49.8″ / 북위 36.198139°  동경 127.797167°
- 영동읍 설계리 국도 제19호선 도로변, 유원대학교 정문 앞 삼거리
북위 36° 11′ 48.1″ 동경 127° 47′ 48.1″ / 북위 36.196694°  동경 127.796694°
- 유원대학교 심우관 남동쪽 버스정류장
북위 36° 11′ 42.3″ 동경 127° 48′ 01.1″ / 북위 36.195083°  동경 127.800306°
- 유원대학교 복지관 북동측 연못의 역질사암 노두
북위 36° 11′ 42.4″ 동경 127° 48′ 01.5″ / 북위 36.195111°  동경 127.800417°
- 영동읍 설계리 국도 제19호선 도로변
북위 36° 11′ 48.8″ 동경 127° 47′ 47.9″ / 북위 36.196889°  동경 127.796639°
- 영동읍 설계리 국도 제19호선 도로변
북위 36° 11′ 48.7″ 동경 127° 47′ 47.7″ / 북위 36.196861°  동경 127.796583°
- 영동읍 설계리 국도 제19호선 도로변
북위 36° 11′ 47.9″ 동경 127° 47′ 47.4″ / 북위 36.196639°  동경 127.796500°
- 영동읍 설계리 국도 제19호선 도로변
북위 36° 11′ 47.2″ 동경 127° 47′ 46.8″ / 북위 36.196444°  동경 127.796333°
- 영동읍 설계리 어미실길 도로변 (현대자동차블루핸즈; 영동읍 기골로 190 북동측)
북위 36° 11′ 16.0″ 동경 127° 47′ 27.5″ / 북위 36.187778°  동경 127.790972°
- 영동군 용산면 율리/영동읍 봉현리 경계 심원회포로 도로변, 지층은 남동으로 경사
북위 36° 12′ 38.0″ 동경 127° 48′ 12.0″ / 북위 36.210556°  동경 127.803333°
- 영동군 영동읍 봉현리 심원회포로 도로변의 역암 노두 (영동군 영동읍 심원회포로 153 남동측)
북위 36° 12′ 25.0″ 동경 127° 48′ 51.0″ / 북위 36.206944°  동경 127.814167°
- 영동군 영동읍 봉현리 심원회포로 도로변
북위 36° 12′ 50.0″ 동경 127° 49′ 10.0″ / 북위 36.213889°  동경 127.819444°
- 영동군 영동읍 심원리 심원회포로 도로변, 예전2교 북쪽
북위 36° 13′ 25.0″ 동경 127° 49′ 10.0″ / 북위 36.223611°  동경 127.819444°
- 동정리층 셰일우세대, 영동군 황간면 회포리 심원회포로 도로변
북위 36° 14′ 23.0″ 동경 127° 50′ 55.0″ / 북위 36.239722°  동경 127.848611°
- 영동군 황간면 용암1리의 누룩바위

### 백마산층
백마산층(白馬山層)은 영동읍 가리, 봉현리, 심원리의 경계에 위치한 백마산(535.7 m)을 표식지로 하여 황간면 우매리까지 발달하는 지층이며 단층에 의해 일부 절단된다. 백마산층은 주로 녹회색의 조립사암으로 구성되며 부분적으로 흑색 셰일을 협재한다. 백마산층 하부에 협재되는 흑색 셰일은 주로 백마산 정상에 분포하며 두께 5~6 m로서 보존상태가 불량한 식물화석을 포함한다.

### 회동리층
회동리층(會同里層)은 영동읍 회동리에 분포하는 지층이며 정선군 정선읍 회동리에 분포하는 동명의 회동리층과는 관계 없다. 설천 지질도폭(1968)에 의하면 역암, 녹색 사암 및 적색 셰일의 호층으로 구성된다. 상주 지질도폭(1969)에 의하면 상주시 화동면 어산리, 내서면 평지리, 모서면 대포리 지역에서 북동 20° 및 북서 60° 주향의 단층에 의해 편마암류 지층과 접하고 있으며 석영반암에 의해 관입당했다. 지층은 역암, 사암, 셰일이 교호하며 수직적으로 하부에 역암이 상부에 셰일이 우세하다. 대체로 지층의 주향은 북동 20°, 경사는 북서 15°이다.
영동군 영동읍 매천리 국도 제4호선 매천회전교차로(늘머니교차로, 영동와인터널 입구) 남측, 대구방향 진입로 사면에는 아래 사진과 같이 회동리층의 노두가 대규모로 드러나 있다. 이 노두는 2010년 국도 제4호선 도로를 건설할 때 드러난 노두로 2024년 현재까지도 원형을 유지하고 있으며 노두에 가까이 접근할 수 있다. 
매천회전교차로 남측의 회동리층 노두
- 노두 중앙
- 노두 좌측

### 선유동층
선유동층(仙遊洞層)은 상주시 모서면에 분포하는 지층으로 모서면 석산리의 선유동 마을에서 이름이 유래되었다.이다. 영동 지질도폭(1986)에 의하면 상주시 모서면 도안리 대가산에 소규모 분포하며 주로 중/조립담회녹색사암으로 구성되고 부분적으로 역을 함유한다. 주향은 북서 30° 내지 북동 10°이며 경사는 북동 20° 또는 남동 10°이다. 청산 지질도폭(1986)에 의하면 모서면 석산리와 대포리 일대에 분포하며 응회암, 이회암, 암회색 셰일 및 회색 사암의 호층으로 구성되고 석산리 아랫갈밭과 지기재 마을에서 탄질셰일 내지 석탄층이 협재된다. 선유동 지역에서 안산암이 분포하는데 관입인지 분출인지는 불명확하다.

### 원촌리층
원촌리층(院村里層)은 영동군 황간면 원촌리에서 이름이 유래되었으며 황간면 원촌리에서 우매리까지 분포한다. 이 지층은 주로 응회암 내지 응회질사암으로 구성된다. 지층의 주향은 북동 60~70°, 경사는 남동 35~45°이다.
영동군의 원촌리층
- 영동군 황간면 원촌리 월류봉 앞 중생대 백악기 영동층군 원촌리층
북위 36° 14′ 03.3″ 동경 127° 53′ 28.1″ / 북위 36.234250°  동경 127.891139°
- 중생대 백악기 영동층군 원촌리층, 영동군 황간면 원촌리 백화산로 도로변
북위 36° 14′ 13.0″ 동경 127° 53′ 43.0″ / 북위 36.236944°  동경 127.895278°

### 명륜동층
명륜동층은 영동군 영동읍 주곡리에서 상주시 모서면 소정리까지 분포하며 지층의 이름은 영동군 황간면 서송원리의 명륜동 마을에서 유래되었다. 영동 지질도폭(1986)에 의하면 명륜동층은 주로 역암으로 구성되며 자색 내지 회색의 니질사암과 셰일이 협재된다. 청산 지질도폭(1986)에 의하면 모서면 소정리에 분포하며 역암, 역질사암 및 셰일로 구성된다.

### 화산암류
화산암류는 백마산 서쪽과 황간면 일부 지역에 남-북 내지 북동 방향으로 발달하며 영동층군 동정리층, 백마산층, 원촌리층 등을 관입한 조면암질안산암이다. 암석의 색은 암회색, 암적색, 암녹색이다.

## 백악기 심성암류

### 화강섬록암
화강섬록암은 영동군 용산면 부릉리, 가곡리, 시금리, 용산리, 구촌리 일부 지역에 분포하는 화강섬록암으로 석회암, 옥천 누층군, 평안 누층군, 영동층군 등을 관입하였다. 주요 구성 성분은 석영, 사장석, 미사장석, 정장석 및 흑운모 등이며 부수 성분으로 탄산염과 견운모가 있다. 

### 석영반암
석영반암은 영동군 황간면 노근리에서 난곡리까지 영동 단층을 따라 북동 방향으로 발달하며 영동읍 부용리와 양강면 쌍암리 일대에도 관입하고 있다. 설천 지질도폭(1968)에 의하면 조립질 석영반암으로 구성되나 부분적으로 화강반암질 또는 규장암질이며 회동리층과의 경계면 부근에서는 각력질로 되어 있어 회동리층 역암과 혼동하기 쉬운 부분도 있다. 영동 지질도폭(1986)에 의하면 담홍색, 담갈색, 담황색을 띠며 석영과 장석반정(斑晶)을 함유하는 치밀한 암상이다.
영동군 황간면 원촌리의 월류봉은 석영반암과 영동층군 원촌리층으로 구성된 암석이다. 

### 장석반암
장석반암은 주로 상주시 모서면, 모동면과 영동군 황간면의 경계에 위치한 백화산 일대에 분포하며 풍화에 강해 이를 중심으로 백화산맥을 형성하고 있다. 담황녹색의 치밀한 바탕에 담적색의 장석반정을 함유하고 있다.
경상북도 상주시와 충청북도 영동군의 백화산은 북동-남서 방향으로 거대한 산줄기를 형성하고 있어 과거 지도에서는 백화산맥이라는 명칭을 사용하기도 했으나 현재는 더 이상 사용하지 않는다. 백화산맥 자체는 중생대 백악기의 화성암인 장석반암으로 구성되며 주변에는 영동 분지의 퇴적암 지층 영동층군이 분포한다. 백화산맥의 능선부에 해당하는 장석반암 지대는 주변의 퇴적암보다 풍화 침식에 강하며 평균고도 468 m에 평균경사는 31도이다.
영동군의 화성암류
- 백화산 (충북/경북) 정상은 장석반암으로 구성된다.
- 중생대 백악기 화강섬록암, 영동군 용산면 금곡리 지방도 제514호선/경부고속도로 도로변
북위 36° 16′ 42.8″ 동경 127° 47′ 04.6″ / 북위 36.278556°  동경 127.784611°
- 중생대 백악기 석영반암 및 영동층군 원촌리층으로 구성된 월류봉
- 중생대 백악기 석영반암, 영동군 황간면 신흥리
북위 36° 14′ 15.0″ 동경 127° 53′ 50.0″ / 북위 36.237500°  동경 127.897222°
- 중생대 백악기 석영반암, 영동군 황간면 신흥리
- 중생대 백악기 장석반암, 영동군 황간면 우매리 우매길 도로변
북위 36° 15′ 47.0″ 동경 127° 54′ 14.0″ / 북위 36.263056°  동경 127.903889°

## 단층

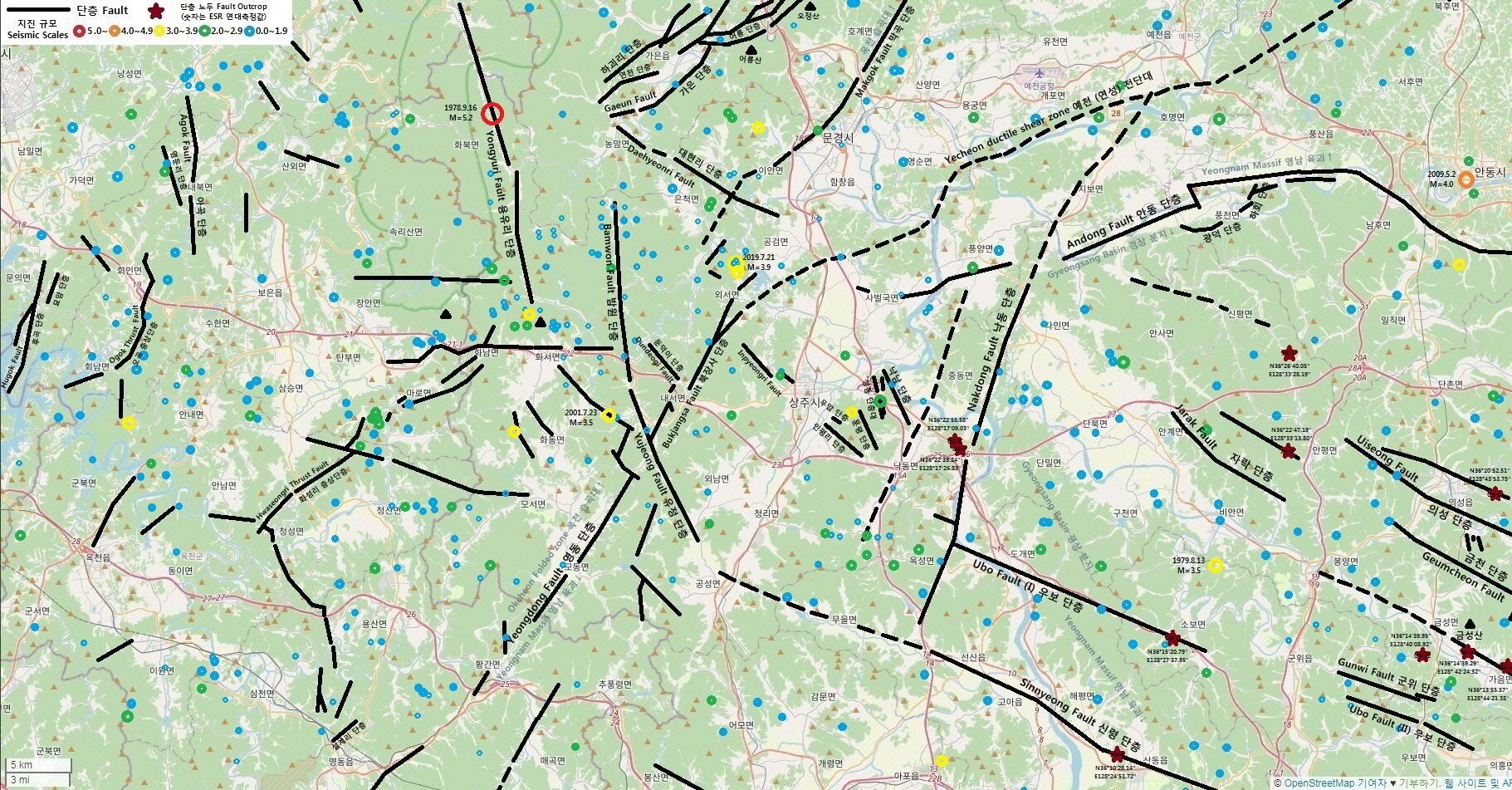
영동 단층

### 영동 단층
영동 단층(永同 斷層, Yeongdong Fault)은 지질도 상으로 영동군 학산면 서산리에서 나타나기 시작하여 영동읍 주곡리를 지나 상주시 모서면 대포리까지 이어지는 북동 주향의 단층이며, 영동 분지의 남동쪽에 위치한 좌수향 주향 이동성 단층으로 영남 지괴와 경계를 이루고 있다. 영동 지질도폭(1986)에 의하면 영동읍 주곡리, 황간면 서송원리, 마산리, 난곡리, 상주시 모동면 이동리까지 북동 45°주향으로 발달하며 영동 분지를 형성한 인장단층(Extention Fault)의 하나로서 북서쪽으로 고각 경사한다. 수직 변위량이 큰 영동 단층은 일종의 파쇄대로서 지표에 나타나는데 이는 주향 이동성 단층계의 운동에 기인한 것이다. 영동 분지 내 선상지와 부정합이 인지되었는데 이는 영동 단층의 운동에 기인한 것이다.

### 분지 경계 단층
이동우와 백광호는 영동 분지가 인리형 분지(pull-apart basin)에 해당한다고 보았다. 남동부의 영동 단층은 북서부의 단층보다 더 강하게 운동하였으며 분지의 성장이 종료된 후에도 계속해서 운동하였음을 보여주는 야외 증거가 나타났다. 분지의 성장 과정은 분지의 열개, 충전, 재열개, 재충전, 분지의 닫힘 5단계로 구분된다.

### 기타
영동군 용화면 용화리 창골(창곡) 마을에 분포하는 흑운모 편마암 중에 주향 북서 40°/경사 남서 70°그리고 주향 북서 20°/경사 수직 2개 단층이 있으며 낙차는 2 m 정도이다.

## 광산과 지하자원
영동 지질도폭(1985) 지역인 황간면, 설천 지질도폭(1968) 지역인 상촌면과 용화면의 편마암류 중에는 편마암의 엽리면이나 틈을 따라 관입한 수많은 석영맥들이 있어 이들 중에는 유화광물이 수반되어 금·은광이 되거나 형석의 맥이 배태되어 있기도 하다. 영동층군 중에는 석탄이 조금 산출된다.

### 월류광산
월류(月留) 은광산은 영동군 황간면 원촌리에 위치한 금·은 광산이며 1930년대부터 개발되었다. 영동 지질도폭 조사시인 1985년 당시 50명이 근무하고 있었으며 일 40톤을 채광하고 있었다. 광상은 영동층군 원촌리층 응회암과 석영반암 사이에 발달하며 광맥은 대부분 응회암층에 부존되어 있다. 중앙갱맥, 본갱맥 2개의 광맥이 개발되었는데 중앙갱맥은 북동 7~10° 주향에 북서 70°로 경사하며 본갱맥은 송천을 건너 절벽 부근에서 북동 30~50° 주향에 북서 65°로 경사하며 중앙갱맥과 합쳐진다. 주요 광물은 황철석이며 소량의 방연석, 섬아연석, 방해석 등이 수반된다. 갱내에서 주향 북동 20°, 경사 북서 70~80°의 단층이 발달한다.

### 영보가리광산
영보가리(永宝加里)광산 : 영동군 영동읍 가리의 흑운모 편마암의 엽리 방향을 따라 발달한 열극을 충진한 석영맥 광상이다. 맥폭은 20~25 m이며 평균품위는 금 10~15 g/t, 은 70~100 g/t이다. 

### 융창광산
융창(隆昌)광산은 영동군 황간면 난곡리에 위치하며 광상은 석영반암의 틈을 따라 관입한 염기성 암맥이며 이를 따라 미량의 황철석, 자철석 등을 수반한다.

### 삼황학광산
삼황학(三黃鶴)광산 : 일제강점기 개발되었고 해방후 한국광업진흥주식회사에 인수되었다. 황간역 서남방 18 km 지점의 흑운모 편마암 중에 위치하며 광상은 편마암 내 배태된 열극충진 함금석영맥으로 주 암맥은 주향 북동 10°, 경사 남서 60°, 평균 맥폭 1.8 m이다. 석영은 주로 자류철석을 수반하고 소량의 방연석, 영철석(英鐵石) 및 황동석을 함유한다.

### 흥덕광산
흥덕광산 : 영동군 상촌면 흥덕리, 지방도 제901호선 도로에서 2 km 서측 사면의 흑운모 편마암에 위치하며 삼황학광산과 같이 함금석영맥이다. 제1맥, 제2맥 2개 광맥이 굴진되었으며 부분적으로 자류철석, 황철석, 황동석, 방연석 등을 수반한다. 제1맥은 주향 북서 75°, 경사 북동 37~43°, 석영맥의 금의 품위는 톤당 23~37 g이다. 제2맥은 주향 서 65°, 경사 북동 42°, 맥폭 1~1.5 m으로 연장 10~20 m의 부광대가 있어 금의 최고 품위는 톤당 81 g이다.

### 설천 광화대
영동군 용화면과 무주군 설천면의 경계 지역에는 금·은 광상이 밀집되어 분포하며 이를 설천 광화대(Sulcheon Mineralized Area)라 한다. 월성·삼창광산은 영동군 용화면 월전리와 용화리에 있는 금·은 광산으로 선캄브리아기 흑운모 편마암과 백악기 반상 화강암에 발달하는 단층 열극을 충전하는 맥상 광상이다. 월성광산은 북서 주향에 남서 경사하는 4개 맥으로 구성되며, 삼창광산은 동일 방향의 2개 맥이 아평행하게 발달한다. 산출 광물은 황철석, 호박금, 휘은석(輝銀石) 등이다. 용화광산은 영동군 용화면 용화리의 반상 화강암에 발달한 광산으로 2.0×1.2 km 구역 내에 북서 주향의 광맥들이 발달한다. 용화광상에서 산출된 견운모에 대한 칼륨-아르곤 연대 측정 결과는 95.79±1.20 Ma (백악기 후기 세노마눔절)으로 반상 화강암의 연대(98.7±3.60 Ma)와 거의 비슷하다. 주요 광석광물로 자철석, 적철석, 황철석, 유비철석(硫砒鐵石), 자류철석(磁硫鐵石), 백철석(白鐵石), 섬아연석, 방연석, 황동석, 호박금, 휘은석 등이 있다.

### 부상광산
부상(扶桑)광산은 영동군 용산면 부상리에 위치한 형석 광산으로 광상은 시대 미상의 석회암과 이를 관입한 화강섬록암의 접촉면에 부존되어 있으며 석회암을 교대하거나 부분적으로 발달하는 단층 혹은 열극을 충진한다.

### 삼풍광산
삼풍석회석광산은 시대 미상의 석회암을 채굴하는 광산으로 영동군 황간면 용암리~금계리에 있다. 석회암은 반상 화강암과 화강섬록암의 관입을 당해 결정질 석회암화 되었으며 드물게 스카른 광물도 관찰된다.

### 무연탄
영동군 용산면 부상리의 평안 누층군의 변질사암층에 발달하는 박층의 석탄층 내지 탄질셰일을 채굴하였으나 현재 가행되는 광산은 없다.

### 일라이트 광상
일라이트(Illite)는 미국 일리노이주에서 이름이 유래된 운모류 점토광물로 영동군 양강면 가동리와 영동읍 주곡리의 운모편암 내에는 일라이트 광산이 발달한다. 가동리의 광체는 지질도 상으로 영동 단층 위에, 주곡리의 광체는 영동 단층에서 약 700 m 떨어져 있으며 단층선이 열수의 통로로 작용하여 석영과 장석의 변질로 나타나 영동 지역의 일라이트 광화작용이 진행되었을 것으로 추정된다. 영동 지역 일라이트 광체는 일라이트/백운모 함량이 최대 75 wt.%에 이르는 고품위 광체이다.

## 지하수
영동군의 지하수를 조사한 결과 영동 분지 내 백악기 퇴적암인 영동층군과 흑운모 편마암, 편암 지역은 라돈 함량이 낮고 백악기 반암(장석반암, 석영반암) 자체, 트라이아스기 청산 화강암과 복운모 화강암의 경계부, 쥐라기 화강암과 반암의 경계부 및 선캄브리아기 화강편마암 지역에서 라돈 함량이 높게 나왔다. 쥐라기 화강암과 흑운모 편마암은 암석 자체보다는 백악기 반암과의 경계나 인접한 곳에서 라돈 함량이 높다.

## 같이 보기
- 영동 분지 (영동층군)
- 한국의 지질
- 옥천 누층군
- 경상 누층군
- 한국의 단층